# Thom Willems
Thom Willems (* 1955 in Arnhem/Provinz Gelderland) ist ein niederländischer Komponist.

## Leben und Wirken
Willems studierte von 1977 bis 1982 am Koninklijk Conservatorium in Den Haag elektronische Musik bei Jan Boerman und Dick Raaijmakers und Komposition bei Louis Andriessen. 
Seit 1984 arbeitete er mit William Forsythe zusammen, der in diesem Jahr die Leitung des Balletts der Frankfurter Oper übernahm. Er komponierte u. a. die Musik zu dessen Choreographien LDC, Die Befragung des Robert Scott, Eidos: Telos und Self meant to Govern. 1987 entstand das Stück In the Middle, Somewhat Elevated für Tänzer der Pariser Oper.
Bis Ende der 1980er Jahre arbeitete Willems bei seinen Kompositionen mit rhythmisch manipulierten Tonbandaufzeichnungen, danach wechselte er zur Komposition mit Computertechnologie. Neben Ballettmusiken, die in Frankfurt, Paris, San Francisco, Kopenhagen und Amsterdam aufgeführt wurden, komponierte er auch Werke für Fernsehen, Rundfunk und Film. Seit 2006 ist er Composer in Residence des Ensembles Le Caméléon Philharmonique.

## Veröffentlichungen
- 2000: The Loss of Small Detail, Accord
- 2002: Ekkehard Ehlers / Sebastian Meissner / Thom Willems – Music For William Forsythe, Whatness
- 2003: Enemy in the Figure, Accord